# 1578 az irodalomban
Az 1578. év az irodalomban.

## Új művek

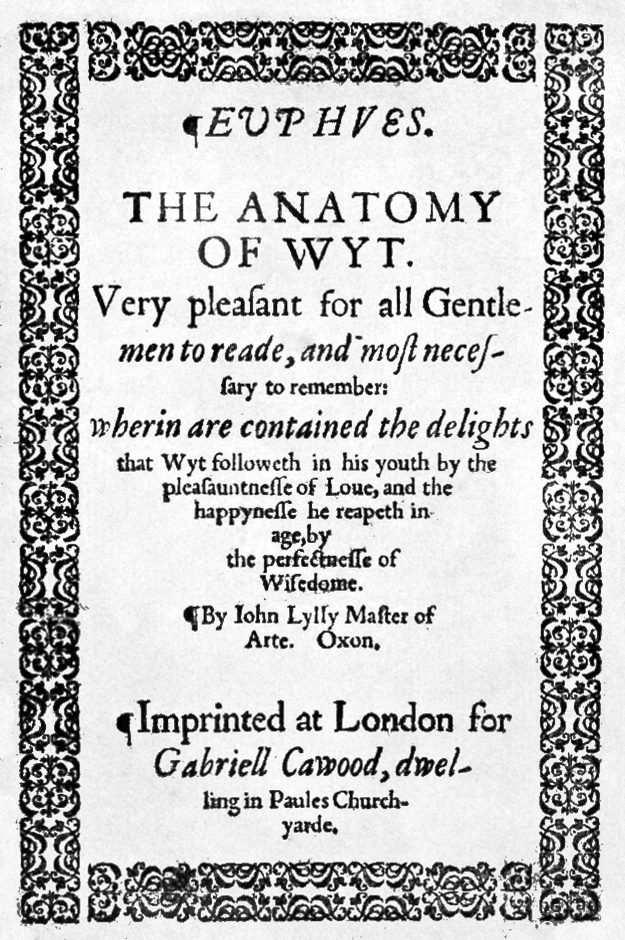
John Lyly: Euphues…

- John Lyly regénye: az Euphues: The anatomy of wit (Euphues, avagy a szellem[esség] anatómiája). A könyv hőséről nevezték el ezt a mesterkélt stílust euphuizmusnak az angol irodalomban.

## Születések
- 1578 – Al-Makkari kora újkori arab történetíró († 1632)